# Зал славы «Латинской Грэмми»
Зал славы «Латинской Грэмми» (англ. Latin Grammy Hall of Fame Award) — специальная премия «Грэмми», основанная в 2001 году с целью чествовать музыкальные записи, которые были изданы более 25 лет назад и либо обладающие проверенным временем качеством, либо имеющие историческое значение.

## Победители
Полный алфавитный список смотрите в английском языковом разделе Википедии:
- Latin Grammy Hall of Fame Award § Alphabetical listing by format and year